# Winamp
Winamp (dạng viết ngắn của Windows amplifier trong tiếng Anh) là một trong những phần mềm nghe nhạc phổ biến nhất trên toàn thế giới, với ước tính hơn 250.000.000 lần được cài đặt (2004). Winamp có một giao điện đơn giản, có thể thay đổi, dễ sử dụng, hỗ trợ nhiều dạng tập tin, miễn phí và là một trong những phần mềm đầu tiên hỗ trợ chơi nhạc MP3. Thuở ban đầu Winamp được lập trình bởi Justin Frankel, sau đó Justin Frankel rủ thêm một số bạn của mình để hoàn thiện thêm Winamp và sáng lập nên Nullsoft. Justin Frankel rời Nullsoft vào tháng 4, 2004 vì bất đồng với cách điều hành độc tài của AOL Time Warner, công ty mẹ của Nullsoft.

## Lịch sử

### Winamp1 và Winamp2
Winamp (bản đầu tiên phát hành vào tháng 6, 1997) dưới dạng phần mềm chia sẻ, tuy nhiên lúc này Winamp vẫn còn rất nhiều hạn chế về nhiều mặt. Winamp 2 được phát hành năm 1998, vẫn dựa trên giao diện quen thuộc dưới dạng phần mềm miễn phí, đã trở thành một cơn sốt trên Internet và là một trong những phần mềm được tải về nhiều nhất.

### Winamp3
Một dự án Winamp khác đã được phát hành độc lập là Winamp3 (đánh vần là "Wina" "mp3") để đưa cụm từ "mp3" vào trong cách đọc. Đây là phiên bản được viết lại hoàn toàn từ phiên bản Winamp2 dựa trên nền tảng ứng dụng công nghệ Wasabi cho phép bổ sung nhiều tính năng linh hoạt. Winamp3 được phát triển song song cùng với Winamp2. Tuy nhiên nhiều người sử dụng phát hiện thấy phiên bản này tiêu tốn nhiều tài nguyên hoặc không ổn định (hoặc thậm chí bỏ sót một số chức năng được ưa thích như khả năng tìm kiếm tổng số của các bài trong danh sách thể hiện theo kiểu số và thời gian). Kết quả là nhiều người quay lại với phiên bản Winamp2. Công ty Nullsoft nắm bắt được điều này từ phản hồi của người tiêu dùng và trở lại với định hướng phát triển phiên bản trước là phiên bản ổn định hơn.

### Winamp 5.0
Winamp 5.0 được xây dựng trên cơ sở hòa trộn Winamp2 với Winamp3, việc đánh số 5.x được chọn vì 2 + 3 = 5, hàm ý dòng phiên bản mới này cho phép lựa chọn những phần tốt nhất từ hai dòng phiên bản trước: một số tính năng đặc biệt của Winamp3 được giữ lại trong khi vẫn duy trì sự ổn định của Winamp2. Đội ngũ tác giả còn đùa là: "Nobody wants to see a Winamp 4 skin" ("chẳng ai muốn thấy Winamp 4 skin đâu" - chữ "Winamp 4 skin" vừa mang nghĩa là giao diện Winamp4, vừa có thể hiểu là "bao quy đầu Winamp", bởi "4 skin" đọc giống "foreskin"). Winamp 5.0 được phát hành vào tháng 12 năm 2003.
Phần lớn nền tảng công nghệ Wasabi được xây dựng cho Winamp3 đã trở thành mã nguồn mở và nó được sử dụng để phát triển một chương trình hoàn thiện là wasabi.player, đây là phần chủ yếu của phiên bản mã nguồn mở cho Winamp3.
Winamp 5.0 có hai phiên bản: Chuẩn và Chuyên nghiệp. Bản Chuẩn miễn phí, còn bản Chuyên nghiệp cung cấp nhiều tính năng hơn, đặc biệt là các tính năng liên quan đến chất lượng âm và ghi đĩa. Bản Chuyên nghiệp hiện tại được bán với giá USD 14.95.

#### Cập nhật cho Winamp 5.0
- Tháng 12 năm 2003: Winamp 5.01 (Nunzio390, 2003)
- Tháng 2 năm 2004: Winamp 5.02
- Tháng 4 năm 2004: Winamp 5.03
- Tháng 5 năm 2006: Winamp 5.22
- Tháng 9 năm 2006: Winamp 5.23
- Tháng 5 năm 2007: Winamp 5.35
- Tháng 10 năm 2007: Winamp 5.5
- Tháng 10 năm 2016: Winamp 5.8